# Ducato di Brzeg
Il Ducato di Brzeg (in polacco: Księstwo Brzeskie) o Ducato di Brieg (in tedesco: Herzogtum Brieg, in ceco: Knížectví Břežské) fu uno dei ducati della Slesia, con capitale Brzeg.

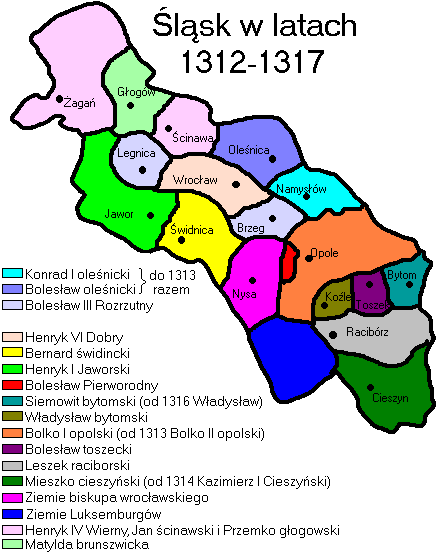
Ducati della Slesia 1312-1317: il ducato di Brzeg in verde chiaro

Fu creato nel 1311 durante la frammentazione del ducato di Legnica tra i figli di Enrico V e fu governato da Boleslao III il Prodigo della dinastia Piast, che si dichiarò vassallo del re Giovanni I di Boemia nel 1329. Fu riunito all'interno del ducato di Liegnitz nel 1419, e poi risuddiviso; fu riunificato di nuovo con Legnica sotto il dominio del duca Cristiano nel 1664. Quando il Regno di Boemia fu ereditato dalla Casata degli Asburgo di Austria nel 1526, il ducato fu di nuovo sottomesso ai re boemi, anche se era governato dai Piast slesiani.
Nel 1537 il duca Federico II di Legnica firmò un trattato con l'Elettore Gioacchino II di Brandeburgo: secondo questo trattato la dinastia Hohenzollern avrebbe ereditato il ducato al momento dell'estinzione dei Piast slesiani. L'accordo fu tuttavia rigettato dal re boemo Ferdinando I d'Asburgo, e non entrò mai quindi in vigore.
Insieme a Legnica, Brzeg fu l'ultimo ducato autonomo della Slesia. Dopo la morte dell'ultimo duca Piast Giorgio Guglielmo di Legnica nel 1675, fu amministrato direttamente dagli Asburgo nella loro qualifica di Re di Boemia. Tuttavia, il Brandeburgo-Prussia reclamò il ducato, riferendosi al vecchio trattato di ereditarietà del 1537; ciononostante, gli Asburgo rifiutarono di nuovo di riconoscere la validità del contratto e annetterono i ducati. Diversi decenni dopo, il re Federico II di Prussia utilizzò la disputa come pretesto per giustificare la sua campagna durante la prima guerra di Slesia del 1740.

## Voci correlate

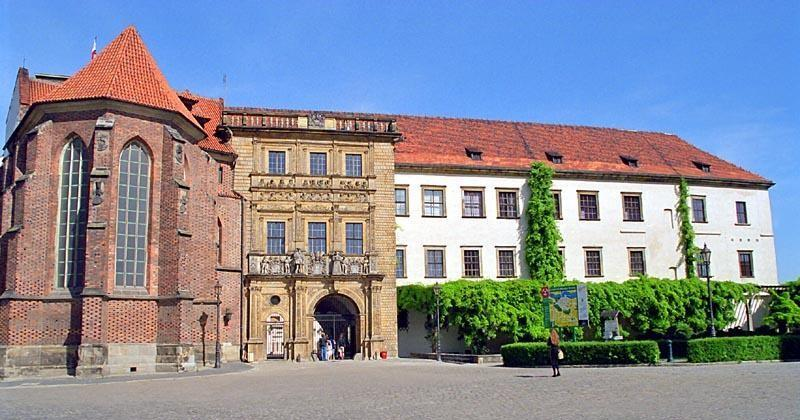
Castello di Brzeg